# Air Guilin
Air Guilin é uma companhia aérea chinesa com sede em Guilin, Quancim. Sua base principal é o Aeroporto Internacional de Guilin Liangjiang.

## História
A Air Guilin tem suas origens na Guangxi Airlines, fundada em 2013 pelo Grupo HNA e o Governo Municipal de Guilin. Esta companhia aérea foi renomeada para Guilin Airlines em 2014 e planejava iniciar as operações em maio daquele ano. Em 8 de setembro de 2015, a Guilin Airlines recebeu a aprovação preliminar do CAAC.
A Guilin Airlines foi renomeada para Air Guilin no final de 2015. A Air Guilin iniciou suas operações em 25 de junho de 2016 com um voo entre Guilin e Zhengzhou.

## Frota

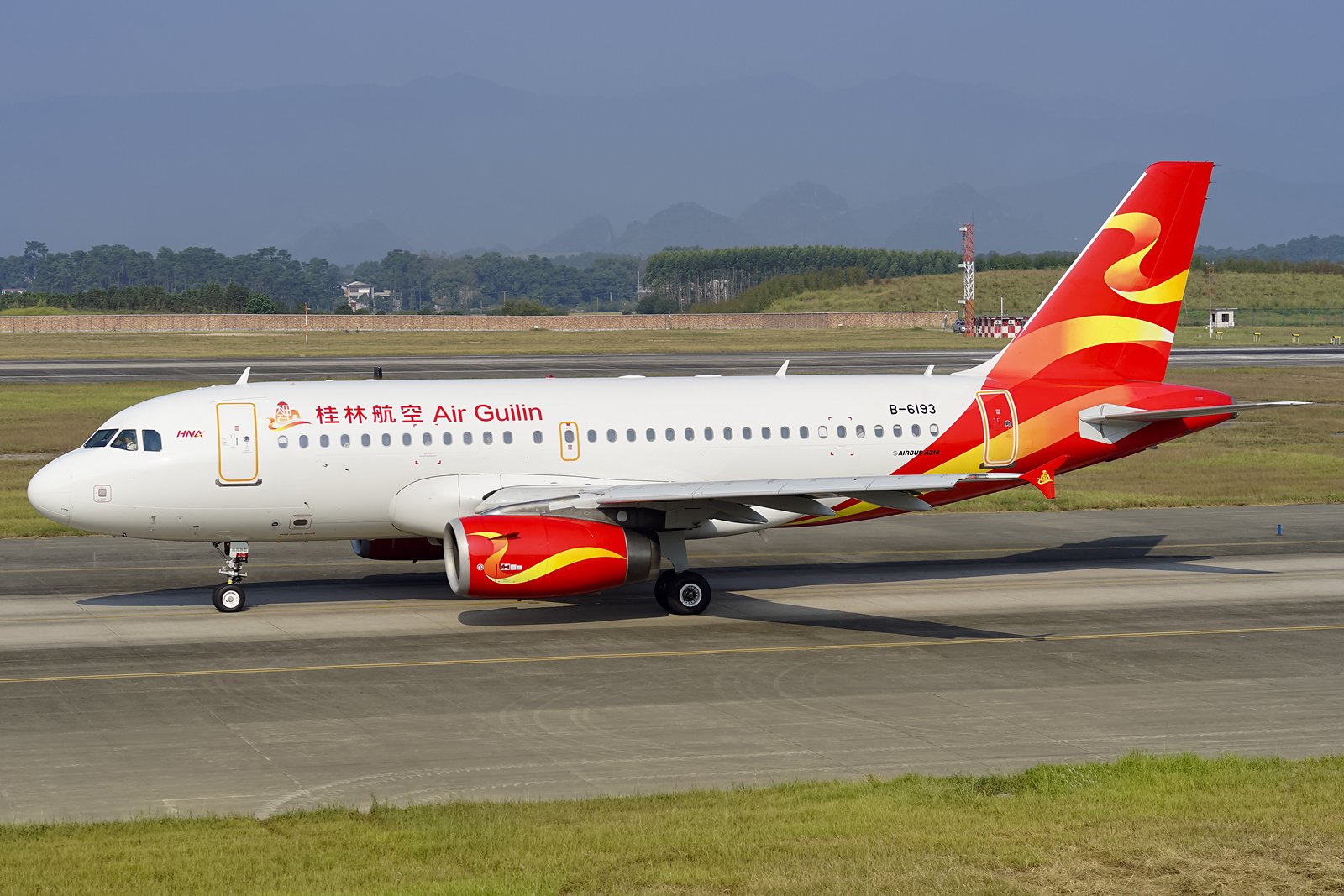
Um Airbus A319-100 da Air Gulin

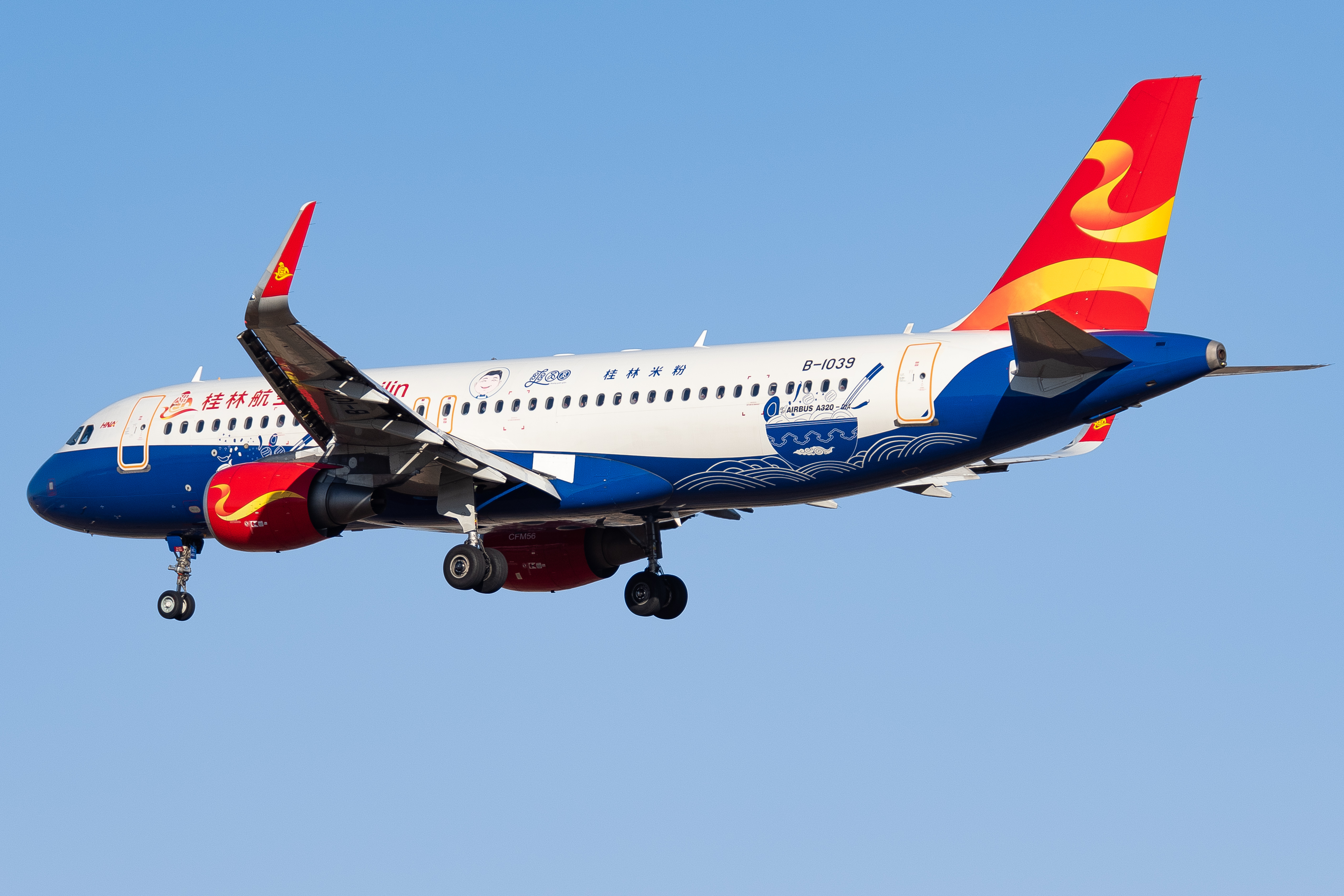
Um Airbus A320-200 da Air Guilin

A frota da Air Guilin consiste nas seguintes aeronaves (Setembro de 2019):
| Aeronaves       | Em Serviço | Ordens | Passageiros | Notas |
| --------------- | ---------- | ------ | ----------- | ----- |
| Airbus A320-200 | 8          | –      | 180         |       |
| Airbus A319-100 | 3          | –      | 138         |       |
| Total           | 11         | 0      |             |       |